# なかよしファミリー
『なかよしファミリー』は、1974年12月 - 1975年1月にNHK『みんなのうた』で放送された楽曲である。作詞：山崎唯、作曲：P.ドゥ・セヌヴィーユ、編曲：石川皓也。歌：山崎唯一家。同番組のテレビ放送に使用されたアニメ映像は佃公彦が製作を担当した。

## 概要
4人家族の様子・疑問・忠告などを歌った楽曲。1番・2番は子供から両親へ、3番は両親から子供への言葉という構成。「トッポ・ジージョ」で知られる山崎唯が自ら訳詞を手掛け、妻・久里千春ら家族と共に歌った作品で、1990年12月に死去した山崎唯唯一の『みんなのうた』出演作。放送では歌の合間に山崎一家の台詞が入り、コーダはフェードアウトに変更されている。
本放送終了以降の再放送は行われていなかったが、「みんなのうた発掘プロジェクト」により映像が提供され、それを基にニュープリントが施され、2015年4月 - 5月に本放送から40年ぶり、山崎の没後では初めての再放送が行われ、8年後の2023年10月 - 11月にも再放送された。